# Savvas
Savvas (gr. Σάββας) ist ein griechischer männlicher Vorname, der vom hebräischen Wort Sabbat abgeleitet ist.
„Σάββατο“ ist die griechische Bezeichnung des siebten Tages der Woche, beginnend mit Sonntag.
Die Bedeutung des Namens lautet in etwa der Geruhsame, der Ruhende.
Dieser Vorname ist nicht mit dem türkischen Savaş verwandt.

## Namensträger
- Ioannis Savvas Pascha (1832–1904), osmanischer Minister und Doktor
- Savvas Exouzidis (* 1981), griechischer Fußballprofi
- Savvas Savvas (* 1997), griechischer Handballspieler
- John S. Romanides (1927–2001), griechisch-orthodoxer Priester

## Kirchen
- Agios Savvas (Nikosia), Kirche im Süden Nikosias
- Agios Savvas (Kythnos), Kirche auf Kythnos